# Moesnad Ahmad
Moesnad Ahmad is een hadithboek verzameld door imam Ahmad ibn Hanbal uit Bagdad. 
Het bevat ongeveer 40.000 hadiths van de profeet Mohammed, waarvan er ongeveer 10.000 herhaald worden. Het is gerangschikt volgens de namen van de metgezellen die de hadiths hebben overgeleverd.